# Grupos Armados 28 de Febrero
Los Grupos Armados 28 de Febrero (GAVF) fueron una organización armada de ideología nacionalista andaluza y presumiblemente marxista. Surgen tras el referéndum del 28 de febrero por el cual Andalucía accedería a la autonomía mediante el artículo 151 de la Constitución Española.

## Organización
Las informaciones y detalles sobre la estructura de la organización son bastantes escasas y confusas. La Policía Nacional mantuvo que no poseía una estructura organizada y la relación con otras organizaciones que se atribuyeron diferentes actos como "Comando 143" o el Movimiento de Liberación Nacional Andaluz (MLNA), se desconoce si eran organizaciones independientes o formaban parte de los Grupos Armados 28 de Febrero.

## Cronología
Los hechos detallados a continuación han sido extraídos de la hemeroteca del diario ABC y La Vanguardia.
- 5 de marzo de 1980 (Málaga), el Movimiento de Liberación Nacional Andaluz se atribuyó el atraco a la oficina de pago del seguro de desempleo.[2]
- 8 de marzo de 1980 (Córdoba), un artefacto comenzó a arder en uno de los vagones del ómnibus-correo Cádiz-Madrid. Es la primera referencia documentada de la organización terrorista.[2][3][4]
- 12 de marzo de 1980 (Córdoba), se responsabilizaron del atraco a una sucursal del Monte de Piedad y Caja de Ahorros de Córdoba, haciéndose con un botín de más de dos millones de pesetas, y se proclaman en apoyo al Movimiento de Liberación Nacional de Andalucía.[5]
- 15 de marzo de 1980 (Córdoba), un cóctel molotov es lanzado contra una comisaría de Policía, causando leves daños materiales y ningún daño personal.[6]
- 17 de marzo de 1980 (Córdoba), un artefacto destruye un vagón del tren que hacía servicio entre esta ciudad y Sevilla.[7]
- 21 de marzo de 1980 (Córdoba), otro artefacto incendiario fue colocado en la estación de trenes de Córdoba, pero esta vez miembros de la seguridad de la estación consiguieron apagarlo.[8]
- 7 de abril de 1980 (Granada), aparecen en el centro de la ciudad nazarí pintadas del emblema de los GAVF.[9]
- 23 de abril de 1980 (Córdoba), seis miembros del grupo armado resultan heridos cuando manipulaban un explosivo.[10]
- 1 de mayo de 1980 (Córdoba), es colocada en la puerta del domicilio del Presidente del Senado y senador por la provincia de Córdoba, Cecilio Valverde Mazuelas, una falsa bomba.[11]
- 16 de mayo de 1980 (Sanlúcar de Barrameda, Cádiz), Unas banderas de España que ondeaban en la Feria del Libro de Sanlúcar de Barrameda,Cádiz fueron quemadas, el hecho terminó con la detención de una persona y con un comunicado del que fuera presidente de la Junta de Andalucía, Rafael Escuredo rechazando el acto. En la llamada en la que el GAVF reivindicaba el hecho anunció seguir actuando hasta que Andalucía consiguiera la autonomía por el artículo 151.[12][13]
- 19 de mayo de 1980 (Valencia), los GAVF se atribuyen el atraco a una joyería valenciana y comunican que cambiarán el material robado por armamento. Además se atribuyen la destrucción de la sede de Fuerza Nueva en Alcira, (Valencia).[14][15]